# NM-79
El NM-79 (Neumático Mexicano 1979) es el tercer modelo de tren sobre neumáticos del Metro de la Ciudad de México, diseñado y construido por Concarril (hoy Bombardier Transportation México) en México, además requirió la asistencia técnica de Alstom. En total son 58 trenes formados de nueve coches cada uno y circulan por las líneas 3, 6, 7, 8 y 9 del Metro de la Ciudad de México. También circularon por la línea 4 en 1981.
Es el primer modelo de tren a cual se le agregaron rejillas y motoventiladores, dado el calor que sentían los pasajeros, también fueron los primeros en tener instalado el pilotaje automático tras el accidente ocurrido en la estación Viaducto en 1975 y en tener los interiores diferentes, como en configuración de asientos y acabados en amarillo crema y asientos en verde limón.
Fue el modelo de tren que inauguró la línea 4 en 1981 y Línea 7 en 1984, también han dado servicio en la línea 3 desde 1981 por su alta demanda y al ser trenes más resistentes que los NM-73, dio servicio en casi todas las líneas del metro en excepción de la línea B, y es el único modelo de tren en circular en la línea 8 aparte de los MP-82.

## Características
- Ancho de vía Ruedas de seguridad: 1,435 mm
- Ancho de vía de las llantas de tracción: 1,993 mm
- Voltaje usado por el Tren: 750 VCD
- Sistema de tracción: Chopper
- Sistema de pilotaje automático: SACEM para Línea 8. Resto de líneas se usa el sistema analógico PA135.
- Sistema de Ventilación: Dispone de rejillas de ventilación y motoventiladores en el techo.
- Sistema de Aviso de Cierre de Puertas: Tono de cierre monofónico (con la rehabilitación ligera de 1998 algunos trenes de este modelo recibieron bocinas Eltec similares a los MP-68 por lo que el Tono es similar a los MP-82. Solo es perceptible en ciertas formaciones de las líneas 3 y 7).
- Sistema de Anuncio de Próxima Estación: en la década de 1990 a algunos trenes de la Línea 3 se les instaló un sistema de voces. (Nota: Debido a que el sistema de voces no está actualizado, no se mencionan las correspondencias con las líneas B y 12).
- Letreros led: Carteles de color blanco. Con la llegada de los NM-02 los trenes se equipo un nuevo letrero electrónico de color verde limón para el destino final de los trenes.
- Diseño de Puertas: doble hoja de aluminio con forma curvada de las ventanas, similares el modelo NM-73 en estado original
- Fabricantes: Concarril y Alstom.
- Procedencia:  México
- Series Motrices: M0201 al M0317
- Interiores: Asientos color verde limón y acabados interiores en color amarillo crema
- Monocoup: Campana eléctrica
- Pintura de la Carrocería: naranja y con la rehabilitación Acabado exterior de color naranja, matizado con color verde limón.
- Formaciones posibles: 6 vagones M-R-N-N-PR-M o 9 vagones M-R-N-N-PR-N-N-R-M
- Otras características:
  - Bocinas de aire
  - Advertidor sonoro mejorado
  - Sistema de aviso de estaciones y recomendaciones
  - Pintura resistente al vandalismo y grafiti

## Líneas asignadas
- Línea  (2009-2010)
- Línea  (1981-1985)
- Línea  (1981-actualmente)
- Línea  (1981)
- Línea  (2000-2010 y 2022-2024)
- Línea  (2015-2017)
- Línea  (1984-actualmente)
- Línea  (2008-actualmente)
- Línea  (2004-actualmente)

## Material rodante
El material rodante está compuesto de la siguiente manera:
| Modelo | Motrices | Composición | Línea | Línea de Procedencia | Comentarios                                                     |
| ------ | -------- | ----------- | ----- | -------------------- | --------------------------------------------------------------- |
| NM-79  | 203/204  |             |       |                      |                                                                 |
| NM-79  | 205/206  |             |       |                      |                                                                 |
| NM-79  | 207/208  |             |       |                      |                                                                 |
| NM-79  | 209/210  |             |       |                      |                                                                 |
| NM-79  | 211/212  |             |       |                      |                                                                 |
| NM-79  | 213/214  |             |       |                      |                                                                 |
| NM-79  | 215/216  |             |       |                      |                                                                 |
| NM-79  | 217/218  |             |       |                      |                                                                 |
| NM-79  | 219/220  |             |       |                      |                                                                 |
| NM-79  | 221/222  |             |       |                      |                                                                 |
| NM-79  | 223/224  |             |       |                      | Tren recuperado Jaime Sabines                                   |
| NM-79  | 225/226  |             |       |                      | Tren recuperado Rufino Tamayo                                   |
| NM-79  | 227/228  |             |       |                      |                                                                 |
| NM-79  | 229/230  |             |       |                      | Tren de colores CDMX                                            |
| NM-79  | 231/232  |             |       |                      |                                                                 |
| NM-79  | 233/234  |             |       |                      |                                                                 |
| NM-79  | 235/236  |             |       |                      | Tren Prototipo De Carteros                                      |
| NM-79  | 237/238  |             |       |                      |                                                                 |
| NM-79  | 239/240  |             |       |                      |                                                                 |
| NM-79  | 241/242  |             |       |                      |                                                                 |
| NM-79  | 243/244  |             |       |                      |                                                                 |
| NM-79  | 245/246  |             |       |                      |                                                                 |
| NM-79  | 247/248  |             |       |                      |                                                                 |
| NM-79  | 249/250  |             |       |                      | Cuarto Tren recuperado por trabajadores de Talleres de Zaragoza |
| NM-79  | 251/252  |             |       |                      |                                                                 |
| NM-79  | 253/254  |             |       |                      |                                                                 |
| NM-79  | 255/256  |             |       |                      |                                                                 |
| NM-79  | 257/258  |             |       |                      |                                                                 |
| NM-79  | 259/260  |             |       |                      |                                                                 |
| NM-79  | 261/262  |             |       |                      |                                                                 |
| NM-79  | 263/264  |             |       |                      |                                                                 |
| NM-79  | 265/266  |             |       |                      |                                                                 |
| NM-79  | 267/268  |             |       |                      |                                                                 |
| NM-79  | 269/270  |             |       |                      |                                                                 |
| NM-79  | 271/272  |             |       |                      |                                                                 |
| NM-79  | 273/274  |             |       |                      |                                                                 |
| NM-79  | 275/276  |             |       |                      |                                                                 |
| NM-79  | 277/278  |             |       |                      | Tren recuperado Francisco Gabilondo Soler                       |
| NM-79  | 279/280  |             |       |                      | Tren recuperado José Emilio Pacheco                             |
| NM-79  | 281/282  |             |       |                      |                                                                 |
| NM-79  | 283/284  |             |       |                      |                                                                 |
| NM-79  | 285/286  |             |       |                      |                                                                 |
| NM-79  | 287/288  |             |       |                      |                                                                 |
| NM-79  | 289/290  |             |       |                      |                                                                 |
| NM-79  | 291/292  |             |       |                      | Tren recuperado Gabriel García Márquez                          |
| NM-79  | 295/296  |             |       |                      |                                                                 |
| NM-79  | 297/298  |             |       |                      |                                                                 |
| NM-79  | 299/300  |             |       |                      |                                                                 |
| NM-79  | 301/302  |             |       |                      |                                                                 |
| NM-79  | 303/304  |             |       |                      | Tren recuperado Daniel Cosío Villegas                           |
| NM-79  | 305/306  |             |       |                      |                                                                 |
| NM-79  | 307/308  |             |       |                      |                                                                 |
| NM-79  | 309/310  |             |       |                      | Tren Rehabilitado Azul - Rosa                                   |
| NM-79  | 311/312  |             |       |                      |                                                                 |
| NM-79  | 313/314  |             |       |                      | Tren recuperado Gabriel Vargas (artista)                        |
| NM-79  | 315/316  |             |       |                      |                                                                 |
| NM-79  | 294/317  |             |       |                      |                                                                 |

## Rehabilitación
A estos trenes se les está cambiando las ventanas que se abren de arriba hacia abajo por ventanas desplegables, como las de los trenes modernos del STC Metro, además de que su carrocería se está rehabilitando, besándose en el MP-82, FE-07 y FE-10, 